# رابرت سینک
سپهبد رابرت فردریک سینک (انگلیسی: Robert Frederick Sink؛ ۳ آوریل ۱۹۰۵ – ۱۳ دسامبر ۱۹۶۵) یک افسر درجه‌دار عالی‌رتبه در نیروی زمینی ایالات متحده آمریکا بود که در جنگ جهانی دوم، جنگ ویتنام و جنگ کره حضور داشت و شهرتش به سبب فرماندهی هنگ پیاده‌نظام پانصد و ششم (جزئی از لشکر ۱۰۱ام نیروهای هوابرد) در دوران جنگ جهانی دوم در فرانسه، هلند و بلژیک است. او در سال ۱۹۶۱ به سبب افت وضعیت جسمانی و سلامت بازنشسته شد و دسامبر ۱۹۶۵ بر اثر آمفیزم درگذشت و در آرامستان ملی آرلینگتون به خاک سپرده شد.
شخصیت وی در مجموعهٔ تلویزیونی جوخه برادران، توسط «سروان دیل دای» به‌تصویر کشیده شده است.